# Naomi Tani
Naomi Tani (谷ナオミ Tani Naomi) là nữ diễn viên Nhật Bản nổi tiếng trong thập niên 1970, đặc biệt trong phim Bạo dâm của hãng phim Nikkatsu.

## Phim tham gia
- Special (1967) (debut)
- Bed Dance (1967)
- Cruel Map of Women's Bodies (1967)
- Memoirs of Modern Love: Curious Age (1967)
- Slave Widow (1967)
- Flower and Snake (1974)
- Wife to be Sacrificed (1974)
- Cruelty: Black Rose Torture (1975)
- Oryu's Passion: Bondage Skin (1975)
- Newlywed Hell (1975)
- Lady Moonflower (1976)
- Fascination: Portrait of a Lady (1977)
- Fairy in a Cage (1977)
- Female Convict 101: Suck (1977)
- Lady Black Rose (1978)
- Rope Cosmetology (1978)
- Rope Hell (1978)
- Rope and Skin (1979) (Last starring film)
- Sadistic and Masochistic (2000) (Return to film for documentary on director Masaru Konuma)

## Tạp chí xuất hiện
- December, 1968 Playboy (U.S.) (nude)[1]
- ngày 15 tháng 12 năm 1975 Heibon Punch (平凡パンチ) (nude)[2]
- ngày 16 tháng 11 năm 1976 Weekly Playboy (nude)[3]
- ngày 7 tháng 11 năm 1977 Heibon Punch (平凡パンチ) (nude)[4]
- ngày 17 tháng 7 năm 1979 Weekly Playboy (nude)[5]
- ngày 22 tháng 10 năm 2002 Weekly Playboy (nude)[6]
- ngày 15 tháng 4 năm 2003 Weekly Playboy (nude)[7]